# Église Notre-Dame des Alpes
Pour les articles homonymes, voir Église Notre-Dame et Notre-Dame.
L’église Notre-Dame des Alpes est une église de confession catholique de plan traditionnel construite dans la première moitié du XXe siècle (1936-1938), située dans le bourg du Fayet sur le territoire de la commune de Saint-Gervais-les-Bains (Haute-Savoie). Décidé en 1934 par le nouveau curé de l'époque l'abbé Domenget qui confie la construction de l'église à l’architecte savoyard Maurice Novarina qui réalise ici sa deuxième église dans le style dit de régionalisme modernisé.

## Situation
L'église est située près de la rue du Lycée sur une petite place du quartier du Fayet à 150 mètres à gauche après le carrefour principal en montant sur la route de Saint-Gervais (D902).

## Historique
En 1929, l'évêque d'Annecy crée une nouvelle paroisse regroupant les Plagnes (commune de Passy), Le Fayet (commune de Saint-Gervais) et une partie de Domancy. Il est donc décidé de construire une nouvelle église pour cette nouvelle paroisse. Elle a été consacrée par SE monseigneur de La Villerabel sous le vocable de Notre-Dame-des-Alpes le 26 juin 1938.

## Description

### Architecture
Maurice Novarina décide d'intégrer l'église dans le milieu montagnard savoyard par les formes : toits bas comme les chalets, clocher ressemblant a une cheminée et renfermant trois cloches, portail enfoncé dans la façade. Il choisit, comme à Vongy et au plateau d'Assy, des matériaux du pays : granite et pierres de la région pour les murs, chêne pour la charpente et la voûte, ardoises pour le toit.

### Décoration
L'essentiel de la décoration est l'œuvre du groupe suisse romand de Saint-Luc. 

#### Vitraux
Les vitraux en dalles de mosaïques de verre sont de Jean Gaudin, peintre-verrier et mosaïste des ateliers Gaudin de Paris, sur des cartons d'Alexandre Cingria. Ce sont des vitraux faits d'épais morceaux de verre colorés sertis dans le ciment, technique que Jean Gaudin avait été le premier à expérimenter, dès 1927 pour la chapelle du cimetière de Grivesnes (Somme) puis en 1930 à l'église Saint-Martin de Dancourt (Seine-Maritime). Ces vitraux, installés à partir de septembre 1936, illustrent la vie de la Vierge Marie (l'Annonciation, le Mariage, la Nativité, l'Adoration des Bergers) et des épisodes de la vie de Jésus (scène lorsqu'il retrouve ses parents, le Calvaire, la Pentecôte, l'Assomption).

#### Peintures murales
Les fresques du chœur ont été réalisées par Paul Monnier. L'arc représente saint Guérin à gauche et saint Bernard de Menthon à droite. La fresque du chœur située au fond de l'église derrière l'autel est réalisée à la cire d'abeille et représente l'Assomption de Notre-Dame des Alpes qui protège les principaux saints de Savoie. Nous pouvons y voir de gauche à droite : François Jaccard, Boniface de Cantorbéry, Marguerite de Valois, Jean d'Espagne, Humbert de Savoie, saint François de Sales, Jeanne de Chantal, Anthelme de Chignin, Louise de Savoie, le père Favre, Amédée de Savoie, Jeanne-Antide Thouret. 
Le tout est éclairé par un puits de lumière venant de la voute de l'église.

#### Sculptures
Les sculptures extérieures sur la façade de l'église sont de François Baud.
Les sculptures intérieures sur bois sont de Jean Constant Demaison sur les deux ambons et le chemin de croix. 
En 1988 les sculpteurs Cerrutti, Chamosset et Darbouret ont réalisé chacun l'une des figures de la Trinité.
L'autel du chœur est en jaspe.